# Artefakty (seria wydawnicza)
Artefakty – seria wydawnicza wydawnictwa Mag, publikowana od 2015 roku. Prezentowana jest w niej fantastyka naukowa.

## Opis serii
Seria została zapoczątkowana książkami Wszyscy na Zanzibarze Johna Brunnera, Trylogia ciągu Gibsona i Trawa Sheri Tepper, opublikowanymi 22 kwietnia 2015. Publikowane są w niej klasyczne utwory science fiction, częstokroć wcześniej niepublikowane w Polsce. Wiele z przedstawionych w serii utworów było nagradzanych lub nominowanych do nagród literatury fantastycznej, np. powieść Wszyscy na Zanzibarze została wyróżniona nagrodą Hugo, a Odwrócony świat nagrodą BSFA dla najlepszej powieści. Wszystkie wydane do tej pory pozycje są tłumaczeniami z języka angielskiego. Książki wydawane są w twardej oprawie i jednolitej szacie graficznej.

## Wykaz publikacji
źródła
| nr | tytuł                                                                           | autor              | rok wydania |
| -- | ------------------------------------------------------------------------------- | ------------------ | ----------- |
| 1  | Wszyscy na Zanzibarze                                                           | John Brunner       | 2015        |
| 2  | Trylogia ciągu: Neuromancer, Graf Zero, Mona Liza Turbo                         | William Gibson     | 2015        |
| 3  | Trawa                                                                           | Sheri Tepper       | 2015        |
| 4  | Przedrzeźniacz                                                                  | Walter Tevis       | 2015        |
| 5  | Drugie odkrycie ludzkości. Norstrilia                                           | Cordwainer Smith   | 2015        |
| 6  | Na fali szoku                                                                   | John Brunner       | 2015        |
| 7  | Hyperion                                                                        | Dan Simmons        | 2015        |
| 8  | Upadek Hyperiona                                                                | Dan Simmons        | 2015        |
| 9  | Odwrócony świat                                                                 | Christopher Priest | 2016        |
| 10 | Ślepe stado                                                                     | John Brunner       | 2016        |
| 11 | Człowiek, który spadł na Ziemię                                                 | Walter Tevis       | 2017        |
| 12 | Skrzydła nocy                                                                   | Robert Silverberg  | 2017        |
| 13 | Wypalić chrom                                                                   | William Gibson     | 2018        |
| 14 | Endymion                                                                        | Dan Simmons        | 2018        |
| 15 | Triumf Endymiona                                                                | Dan Simmons        | 2018        |
| 16 | 451° Fahrenheita                                                                | Ray Bradbury       | 2018        |
| 17 | Kroniki marsjańskie. Człowiek ilustrowany. Złociste jabłka słońca               | Ray Bradbury       | 2018        |
| 18 | Jestem Legendą. Piekielny dom. Człowiek, który nieprawdopodobnie się zmniejszał | Richard Matheson   | 2020        |
| 19 | Cień i Pazur                                                                    | Gene Wolfe         | 2020        |
| 20 | Miecz i Cytadela                                                                | Gene Wolfe         | 2020        |
| 21 | Green Town                                                                      | Ray Bradbury       | 2020        |
| 22 | Najlepsze Opowiadania                                                           | R.A. Lafferty      | 2020        |
| 23 | Obcy w obcym kraju                                                              | Robert A. Heinlein | 2020        |
| 24 | Małe, duże                                                                      | John Crowley       | 2021        |
| 25 | Ogień nad otchłanią                                                             | Vernor Vinge       | 2021        |
| 26 | Trylogia Mostu: Światło Wirtualne, Idoru, Wszystkie Jutra                       | William Gibson     | 2021        |
| 27 | Zygzakowata orbita                                                              | John Brunner       | 2022        |
| 28 | Urządzenie Centauryjskie                                                        | M. John Harrison   | 2022        |
| 29 | Czekanie na smoka                                                               | John M. Ford       | 2022        |
| 30 | Urth Nowego Słońca                                                              | Gene Wolfe         | 2022        |
| 31 | Pawana                                                                          | Keith Roberts      | 2022        |
| 32 | Ilion                                                                           | Dan Simmons        | 2022        |
| 33 | Olimp                                                                           | Dan Simmons        | 2023        |
| 34 | Próżniowe kwiaty. Stacje przypływu. Opowiadania najlepsze                       | Michael Swanwick   | 2023        |
| 35 | Droga Bez Znaczenia. Ekspres Ares                                               | Ian McDonald       | 2023        |
| 36 | Żołnierze kosmosu                                                               | Robert A. Heinlein | 2023        |
| 37 | Modlitwy do rozbitych kamieni. Czas wszystek, światy wszystkie. Miłość i śmierć | Dan Simmons        | 2023        |
| 38 | Gateway. Brama do gwiazd, Za błękitnym horyzontem zdarzeń                       | Frederik Pohl      | 2024        |
| 39 | Luna to surowa pani                                                             | Robert A. Heinlein | 2024        |
| 40 | Nieśmiertelny. Istoty światła i mroku. Wyspa umarłych. Oko kota                 | Roger Zelazny      | 2024        |

## Odbiór
Wojciech Sedeńko napisał o Artefaktach jeszcze przed premierą. Mimo sceptycyzmu wobec otwarcia książką Wszyscy na Zanzibarze, stwierdził że będzie kibicował serii. Jakub Nowak, w recenzji Trawy, stwierdził że Artefakty to „źródło doskonałych przygód literackich”. Seria została opisana przez Magdalenę Szczepocką jako „prestiżowa”, w kontekście wydania w niej dzieł Dana Simmonsa. Jakub Grygiel nie szczędził Artefaktom superlatyw, choć uznał recenzowaną powieść Odwrócony świat za słabszą od publikowanych wcześniej.